# Maurice Culot

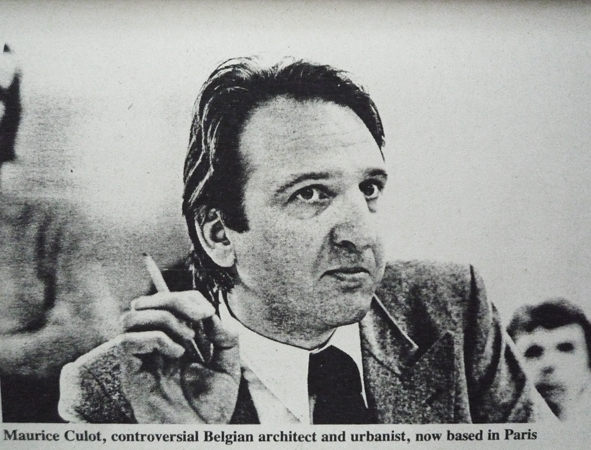
Maurice Culot

Maurice Culot (Charleroi, 7 december 1939) is een Belgisch architect en een stedenbouwkundige die afwisselend leeft en werkt in Parijs, Brussel en Bologna.
Hij is gespecialiseerd in de stadsgeschiedenis en in de geschiedenis van architectuur. Hij is ook een deskundige van jugendstil en art deco.
Culot heeft veel boeken geschreven, ook samen met Bernard de Walque, waaronder enkele boeken van vulgarisatie en enkele voor de jeugd geschreven.
Hij studeerde in 1964 af in architectuur aan La Cambre in Brussel. In 1968 richtte hij Atelier de recherche et d'action urbaines (A.R.A.U) op. Culot is voorzitter van de "Fondation pour l’architecture".

## Selectie uit zijn werk
- Alter architecture, ici, ailleurs et autrement, 2005, met Philippe Rotthier, Léon Krier, Bruno Foucart, Archives d’architecture moderne,
- Toulouse, les délices de l’imitation, collectif et projets, 1986, institut français d’Architecture, Mardaga, Brussel
- Albert Laprade 1883-1978, 2007, institut français d’Architecture, Norma, Parijs
- Les mots de la maison, Maurice Culot, Sophie Le Clercq, Bernard de Walque, Marc Frère, Liliane Liesens, Philippe Rotthier, Brussel, Archives d’Architecture Moderne Junior, 1995.
- De stad in woorden. Deel 1 : Straten en buurten / Catherine Cnudde, Maurice Culot, Bernard de Walque ... et al. ; vertaling in het Nederlands: Esther Tamsma, Jan Mot met het hulp van Francis Strauven.
- De stad in woorden. Deel II : De gebouwen / Catherine Cnudde, Maurice Culot, Bernard de Walque ... et al. ; vertaling in het Nederlands: Esther Tamsma, Jan Mot met het hulp van Francis Strauven.

- Gemeinsame Normdatei: 115501533
- International Standard Name Identifier: 0000 0004 2833 5208
- Library of Congress Control Number: n81056845
- Nationale Bibliotheek van Israël: 987007275688605171
- Système universitaire de documentation: 026807041
- Union List of Artist Names: 500062512
- Virtual International Authority File: 39375551